# R-504 (Rusland)

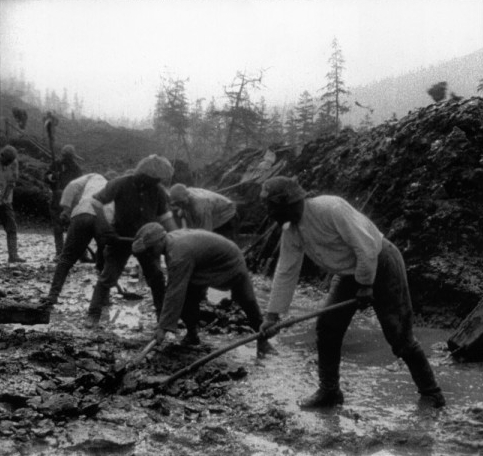
Bouw van de brug over de Kolyma door dwangarbeiders in de jaren 30

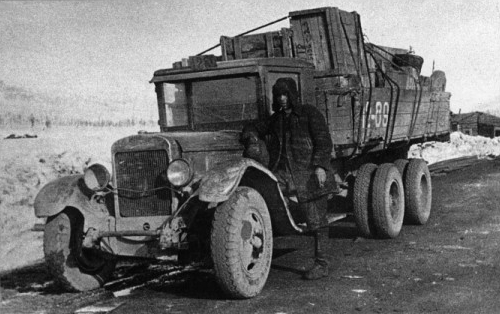
Vrachtwagen op de weg in 1938

De R-504 of Kolyma (Russisch: Р-504 Колыма) is een regionale weg in Rusland. De weg loopt tussen Jakoetsk en Magadan. De R-504 wordt ook wel bottenweg of weg des doods genoemd, omdat hij in opdracht van Jozef Stalin door politieke gevangenen uit de goelag werd aangelegd. De weg is 2032 kilometer lang, waarvan 1197 kilometer in de autonome republiek Jakoetië en 835 kilometer in de oblast Magadan.

## Geschiedenis
De weg werd aangelegd in verband met de ontwikkeling van de goudwinning in het gebied vanaf de jaren twintig. (Zie ook Siberische goldrush.)
Hiervoor werd in 1931 de staatstrust voor industrie en wegenbouw in de Boven-Kolymaregio opgericht onder de naam Dalstroj. De Dalstroj was daarnaast verantwoordelijk voor de goelagkampen in het noordoosten van de Sovjet-Unie. Het doel was een weg aan te leggen naar Oest-Nera, met een aftakking naar Jakoetsk. Het werk moest worden verricht door de dwangarbeiders van de Sevvostlag. In de zomer van 1932 kwamen de eerste 30 kilometer weg en 90 kilometer winterweg gereed. De overige 1042 kilometer naar Oest-Nera kwam gereed in de periode tot 1953. Eind 1941 begon het werk aan het Chandyga-tracé, dat door het plaatsje Chandyga naar Nizjni Bestjag bij Jakoetsk werd aangelegd. In 2003 werd een verlenging van Nizjni Bestjach naar het stadscentrum van Jakoetsk in gebruik genomen.
De weg heeft zijn bijnaam te danken aan de beeldspraak, dat de botten van de dwangarbeiders die hier stierven door een combinatie van hard werk en extreme kou, in de weg zijn verwerkt. Er werd gezegd dat elke meter weg een leven kostte.
Sinds het uiteenvallen van de Sovjet-Unie wordt de weg nauwelijks meer onderhouden, waardoor hij in slechte staat verkeert. De weg is voor een groot deel onbegaanbaar voor personenauto's omdat bruggen verzwakt en onbruikbaar zijn en gedeeltes van de weg zijn weggespoeld. In de winter is de weg beter begaanbaar, omdat dan alles bevroren is en rivieren beter over te steken zijn. Het is de enige wegverbinding van Magadan.
De weg voert door het koudste gebied van het noordelijk halfrond en passeert in het Tsjerskigebergte de plaatsen Olymjakon en Tomtor die vechten om het kouderecord voor het noordelijk halfrond. Langs de weg liggen meerdere verlaten dorpen, die dienden als goelagkampen; slaapplaatsen voor de gevangenen als onderdeel van de goelag. Sinds de perestrojka is het aantal bewoonde plaatsen langs de weg sterk gedaald. Van de 72 nederzettingen begin jaren negentig (met 54.000 inwoners in de jaren zestig) werden er tot 2004 door de regering 63 gesloten, en in 2007 waren er plannen om van de laatste 9 nog 6 te sluiten.

## Route vanaf Jakoetsk
| km   | Plaats          | Opmerkingen                  |
| ---- | --------------- | ---------------------------- |
|      | Jakoetsk        |                              |
| 0    | Nizjni Bestjach | (Eindpunt van de A-360)      |
| 58   | Tjoengjoeljoe   |                              |
| 160  | Tsjoeraptsja    |                              |
| 239  | Ytyk-Kjoejol    |                              |
| 409  | Chandyga        |                              |
| 482  | Tjoply Kljoetsj |                              |
| 805  | Oetsjjoegej     |                              |
| 865  | Koejdoesoen     | bij Ojmjakon                 |
| 1055 | Adygalach       |                              |
| 1114 | Kadyktsjan      | onbewoond                    |
| 1160 | Bolsjevik       |                              |
| 1187 | Soesoeman       |                              |
| 1300 | Jagodnoje       |                              |
| 1376 | Debin           |                              |
| 1399 | Spornoje        |                              |
| 1434 | Orotoekan       |                              |
| 1493 | Strelka         | onbewoond                    |
| 1554 | Mjakit          | onbewoond                    |
| 1627 | Atka            | onbewoond                    |
| 1685 | Jablonevy       |                              |
| 1746 | Palatka         |                              |
| 1749 | Chasyn          |                              |
| 1777 | Sokol           | locatie van luchthaven Sokol |
| 1826 | Magadan         |                              |